# Skip-Bo
Bei Skip-Bo (auch Pass auf oder Asse raus) handelt es sich um ein Kartenspiel mit 144 Zahlenkarten sowie 18 Skip-Bo-Karten für zwei bis sechs Spieler.

## Geschichte
Skip-Bo ist eine kommerzielle Version des klassischen Kartenspiels Spite and Malice (engl. Trotz und Bosheit, dt. auch Katz und Maus). Es wurde 1967 von Minnie Hazel „Skip“ Bowman (1915–2001) veröffentlicht und von Danny Fuhrmann in Texas produziert (The Skip-bo Company). International Games kaufte 1980 die Rechte am Spiel, später wurde International Games von Mattel übernommen. 1987 erschien eine deutsche Version von Amigo und 1992 eine weitere deutsche Version von Mattel. Seitdem wurde das Spiel in zahlreichen Auflagen und Versionen, etwa als Kompakt- oder DeLuxe-Version, von Mattel vertrieben.

## Spielweise

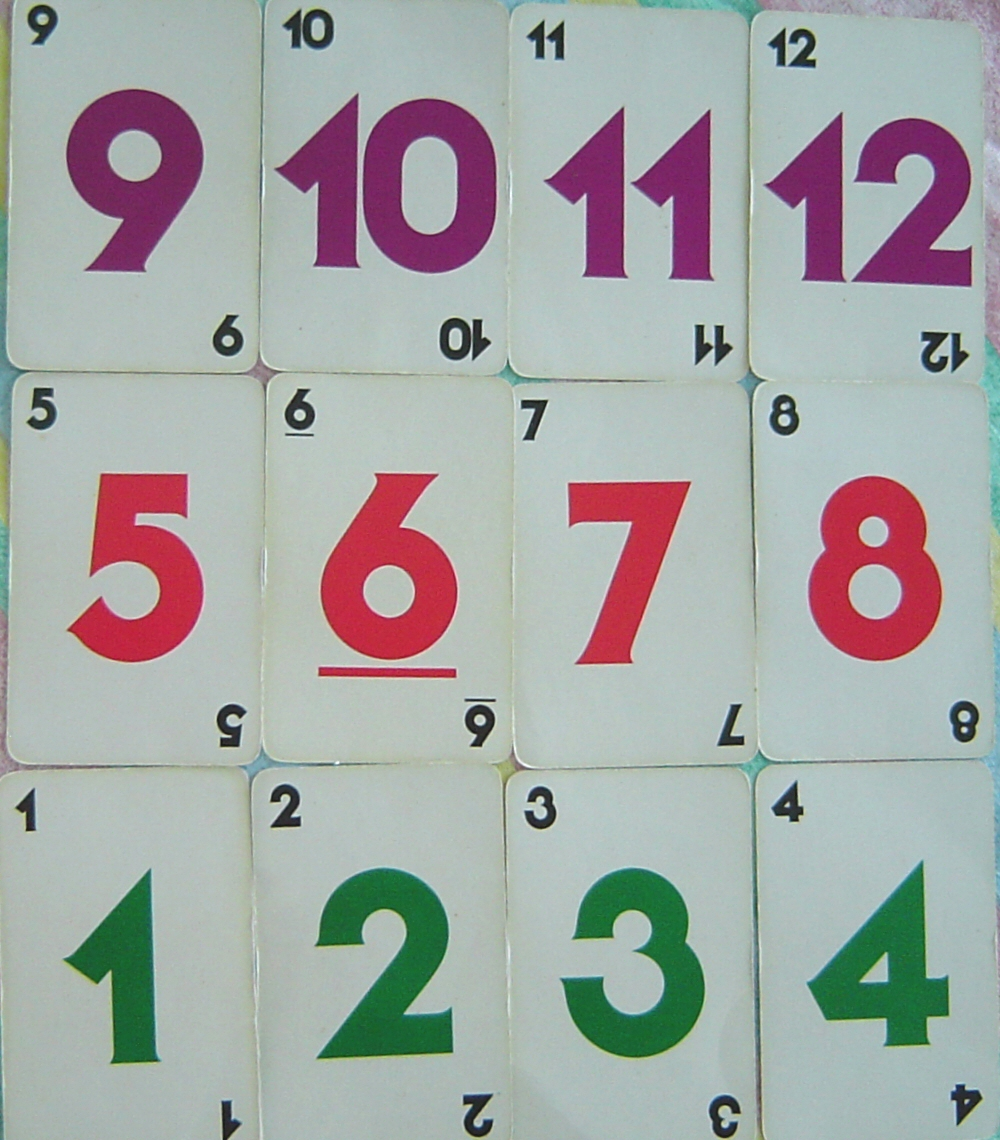
Kartendeck aus Skip-Bo

Ziel des Spiels ist es, als erster den eigenen Kartenstapel vollständig abzulegen. Dazu nutzt man seine Handkarten inklusive einiger Joker, sowie die Karten der eigenen Hilfsstapel, aufbauend auf den Vorlagen der anderen Mitspieler. Das Spielmaterial besteht aus insgesamt 162 Karten, davon 144 Karten in 12 farbigen Kartensätzen mit den Zahlen 1 bis 12 sowie 18 Skip-Bo-Karten, die im Spiel die Rolle von Jokern übernehmen.

### Spielregeln
Zu Beginn des Spieles wird ein Kartengeber bestimmt, der die Spielkarten mischt und an alle Spieler verteilt. Im Spiel mit 2 bis 4 Spielern bekommt jeder Spieler 30 Karten, bei 5 oder 6 Spielern nur 20 Karten. Die Karten werden nicht eingesehen und vor den Spielern in jeweils einem verdeckten Stapel bereitgelegt (Spielerstapel). Die jeweils oberste Karte wird von den Spielern umgedreht und offen auf den Stapel gelegt. Die restlichen Karten kommen als Nachziehstapel (Kartenstock) in die Tischmitte.
Der Spieler links neben dem Kartengeber beginnt das Spiel. Er zieht fünf Karten vom Kartenstock und nimmt diese als Handkarten auf. Der Spieler kann nun entweder aus seiner Hand oder von seinem Spielerstapel Karten auf die Ablagestapel in der Tischmitte spielen. Während des Spiels können hier bis zu vier Ablagestapel gebildet werden, zudem darf jeder Spieler bis zu vier Hilfsstapel neben dem Spielerstapel auslegen. Ein Ablagestapel kann immer nur mit einer 1 einer Kartenreihe oder einer Skip-Bo-Karte begonnen werden und wird dann in der Reihenfolge von 1 bis 12 gebildet, wobei Skip-Bo-Karten jede Zahlenkarte ersetzen können. Wird eine 12 (oder eine 12 darstellende Skip-Bo Karte) auf einen Ablagestapel gelegt, ist dieser vollständig und wird aus dem Spiel genommen und ein neuer Ablagestapel kann gelegt werden. Die beiseite gelegten, vollständigen Ablagestapel werden gemischt und ersetzen den Kartenstock, wenn von diesem alle Karten aufgebraucht sind.
Ein Spieler kann in einer Runde so viele Karten ablegen, wie er möchte und kann. Hat er nach dem Ausspielen einer 1 beispielsweise eine weitere 1, kann er einen zweiten Ablagestapel beginnen, oder auf den ersten Stapel eine 2, 3, 4, 5 usw. legen. Legt ein Spieler alle seine Handkarten in einer Runde ab, zieht er fünf neue Karten vom Kartenstock und spielt weiter. Kann oder möchte er keine weiteren Karten ablegen, beendet er seinen Spielzug, indem er eine seiner Handkarten aufgedeckt vor sich ablegt und somit einen ersten von vier möglichen, persönlichen Hilfsstapeln bildet. Die Reihenfolge der auf die Hilfsstapel abgelegten Karten ist hierbei beliebig.
Das Spiel setzt sich im Uhrzeigersinn fort und jeder Spieler beginnt seinen Spielzug, indem er seine Handkarten mit Karten vom Kartenstock auf fünf auffüllt. Dann legt er so viele Karten wie möglich und gewünscht ab. Die Karten können von drei verschiedenen Quellen auf die Ablegestapel gelegt werden:
- Die oberste Karte vom Spielerstapel,
- die oberste Karte eines beliebigen persönlichen Hilfsstapels,
- die fünf Karten auf der Hand.

Ein Spielzug wird immer so beendet, dass ein Spieler eine Karte von seiner Hand offen auf einen seiner persönlichen Hilfsstapel ablegt. Das Spiel endet, wenn ein Spieler seinen Spielerstapel vollständig ausgespielt hat, unabhängig von der Anzahl der Karten, die er noch auf der Hand oder in den Hilfsstapeln hat. Der Spieler, der seinen Stapel zuerst vollständig ausgespielt hat, gewinnt das Spiel. Sollte ein Spieler eine Karte ablegen, obwohl er nicht an der Reihe ist, darf er die gezogenen Karten nicht zurücklegen. Wenn er danach an der Reihe ist, darf er jedoch keine neuen Karten mehr aufnehmen. Wird dies nicht bemerkt, ist nach ihm der Spieler links von ihm an der Reihe. Zieht ein Spieler eine oder mehrere Karten zu viel, muss er diese unter seinen Spielerstapel legen. Auch darf ein Spieler seine auf die Ablagestapel gelegten Karten nicht wieder aufnehmen, selbst wenn dieser noch an der Reihe ist.

### Spiel über mehrere Partien
Bei einem Spiel über mehrere Partien können Punkte gesammelt und notiert werden. Dabei bekommt der Spieler, der ein Spiel gewinnt, 25 Punkte plus zusätzlich 5 Punkte pro Karte in den noch nicht ausgespielten Spielerstapeln der Gegner.

### Verkürztes Spiel
Die Spieldauer eines Spiels kann verkürzt werden, wenn mit weniger Karten pro Spielerstapel begonnen wird.

### Verlängertes Spiel
Die Spieldauer eines Spiels kann verlängert werden, wenn mit mehr Karten pro Spielerstapel begonnen wird.

### Spiel in Teams
Beim Spiel in Teams spielen jeweils zwei Spieler gemeinsam. Zu Beginn des Spiels werden Teams gebildet, wobei die Sitzreihenfolge unwichtig ist. Der Spieler, der an der Reihe ist, darf bei dieser Variante neben den eigenen Karten auch Karten von Spieler- oder Hilfsstapel seines Partners verwenden und ablegen. Dabei darf nur der Partner, der an der Reihe ist, die Kartenreihenfolge entscheiden; gibt der Partner, der nicht an der Reihe ist, Hinweise, muss er zwei Strafkarten ziehen und unter seinen Spielerstapel schieben. Gewonnen hat das Team, bei dem zuerst beide Spielerstapel aufgebraucht sind.

## Spiele auf der Basis von Skip-Bo
Neben verschiedenen Ausgaben wie etwa der Kompakt- oder DeLuxe-Version gibt es einige eigenständige Spiele, die auf dem Spiel aufsetzen, darunter etwa Skip-Bo junior als Version für Kinder oder das Skip-Bo-Würfelspiel und das Skip-Bo-Brettspiel. Diese Spiele nutzen prinzipiell das Design und das Spielprinzip von Skip-Bo, setzen letzteres allerdings in einer anderen Form um.
Spielt man Katz und Maus auf der Basis der Skip-Bo-Regeln, kann man statt Skip-Bo-Karten drei Poker-Sets (mit den für Poker-Spiele jeweils üblichen zwei Jokern) verwenden. Die (3 × 4) zwölf Könige werden – wie die Joker-Karten selbst – als Joker verwendet – ergibt 18 Joker. Mit dem Ass werden die Ablagestapel eröffnet (das heißt Ass ersetzt die 1), mit der Dame als höchster Karte sind Ablagestapel (Ass–2–3–4–5–6–7–8–9–10–Bube–Dame) vollständig. In anderen Varianten spielt man nur mir zwei Kartensets und kleineren Spielerstapeln oder die Asse dienen als zusätzliche Joker und die Ablagestapel werden jeweils mit Karten von 2 bis König gebildet.